# Czy Ty słyszysz mnie?
Czy Ty słyszysz mnie? – singel polskiej piosenkarki Darii Zawiałow z jej drugiego albumu studyjnego, zatytułowanego Helsinki, powstały przy gościnnym udziale polskich piosenkarzy Ralpha Kaminskiego i Schaftera. Singel został wydany 15 marca 2016.
Nagranie uzyskało w Polsce certyfikat platynowej płyty, przekraczając liczbę 50 tysięcy sprzedanych kopii.

## Geneza utworu i historia wydania
Utwór napisali i skomponowali Daria Zawiałow, Michał Kusz, Rafał Kamiński i Wojciech Laskowski.
Singel ukazał się w formacie digital download 15 marca 2016 w Polsce za pośrednictwem wytwórni płytowej Sony Music Entertainment Poland. Piosenka została umieszczona na drugim albumie studyjnym Darii Zawiałow – Helsinki.

## Teledysk
Do utworu powstał teledysk, który udostępniono w dniu premiery singla za pośrednictwem serwisu YouTube.

## Lista utworów
- Digital download[2]

1. „Czy Ty słyszysz mnie?” – 3:51

## Certyfikaty
| Kraj          | Certyfikat      | Sprzedaż |
| ------------- | --------------- | -------- |
| Polska (ZPAV) | platynowa płyta | 50 000+  |